# Дротске, Нака
Аллен Эразмус «Нака» Дротске (африк. Allen Erasmus «Naka» Drotské, родился 15 марта 1971 года в Сенекале) — южноафриканский регбист еврейского происхождения, игравший на позиции хукера (отыгрывающего), чемпион мира 1995 года.

## Биография

### Игровая карьера
Дротске выступал в Кубке Карри за команды «Блю Буллз» (провинция Гаутенг) и «Фри Стейт Читаз» (провинция Фри-Стейт). В чемпионате Супер Регби играл за южноафриканские клубы «Кэтс» и «Буллз», также играл за английскую команду «Лондон Айриш» в Английской Премьер-Лиге и выиграл с ней в 2002 году Англо-валлийский кубок, победив команду «Нортгемптон Сэйнтс» 38:7.
Дебют Дротске состоялся 13 ноября 1993 года в тест-матче сборных ЮАР и Аргентины, в котором «Спрингбокс» победили 52:23. Всего он провёл 26 игр, занеся 3 попытки в них и набрав 15 очков. Участник двух чемпионатов мира. В 1995 году на домашнем чемпионате мира он сыграл только один матч 10 июня против сборной Самоа, выйдя на замену, однако с командой стал чемпионом мира. В 1999 году он уже сыграл 6 матчей (из них 5 начинал в стартовом составе), сборная заняла 3-е место. Последнюю игру провёл 4 ноября 1999 года против Новой Зеландии (матч за 3-е место на чемпионате мира 1999 года).

### Тренерская карьера
После завершения игровой карьеры Дротске тренировал команды «Фри Стейт Читаз» в Кубке Карри и «Читаз» в Супер Регби с 2007 по 2015 годы. 8 мая 2015 года он ушёл с тренерского поста, чтобы уделять больше времени бизнесу.

## В кино
- Роль Нака Дротске в 2009 году в фильме «Непокорённый» сыграл Рольф Фиштен.